# Sebastián Rulli
Sebastián Oscar Rulli (Buenos Aires, 6 de julho de 1975) é um ator argentino, naturalizado mexicano. Ganhou notoriedade ao protagonizar telenovelas como Rubí (2004), Teresa (2010), Amores Verdaderos (2012), Lo Que La Vida me Robó (2013), Tres veces Ana (2016) e a série El Dragón (2019).

## Biografia
Sebastián Rulli iniciou sua carreira como modelo em muitos países diferentes da Europa, principalmente Espanha, Itália e França, assim como também no México e Estados Unidos. 
No México, posteriormente participou do Centro de Educação Artística da Televisa - (CEA) -, onde estudou em prática. Rulli fez sua primeira aparição na televisão mexicana com a novela Primero amor... a mil por hora, em 2000.
Rulli marcou presença em várias outras telenovelas, inclusive Clase 406 (2002), Alegrijes y Rebujos  (2003), e Rubí (2004), a qual interpretou Heitor Ferreira.
Seu papel de mais destaque no ano de 2010 foi em Teresa como Arturo, o personagem principal, juntamente com Angelique Boyer e Aarón Díaz.
Um de seus principais destaques foi em Amores Verdaderos em 2013. No final do ano de 2013, iniciou outra novela, ao lado de Angelique Boyer, protagonizou o sucesso Lo que la vida me robó, com algumas cenas gravadas na Argentina. Logo após o término da novela, julho de 2014, iniciou um novo projeto no teatro chamado de Los derechos de la mujer com Angelique, e outros atores.
Em 2021, Rulli voltou a protagonizar uma nova novela novamente com Boyer, na novela Vencer el Pasado, interpretando Mauro/Dario.

## Vida pessoal
Em meados de 2007, Rulli conheceu a atriz Cecilia Galliano. Iniciaram um relacionamento amoroso e se casaram no ano seguinte, em 31 de dezembro de 2008. Em 2010, nasceu o filho do casal, Santiago Rulli Galliano. Ambos anunciaram a separação em 2011. No ano seguinte, Rulli começou a namorar a atriz Aracely Arámbula, os dois mantiveram um relacionamento durante um ano, e terminaram em 2013.
Após várias especulações, Sebastián e Angelique Boyer (que eram amigos, e se conheceram em 2010 durante as gravações da telenovela Teresa) assumiram o namoro para a imprensa em 23 de setembro de 2014. No final do mesmo ano foram morar juntos, mantendo até hoje a união conjugal, com quem iniciou um novo projeto, os dois viajaram por diversos estados do México com uma adaptação da obra Os homens são de Marte e as mulheres são de Vênus que teve última apresentação no dia 30 de novembro no estado de Chiapas. Em 20 de novembro participaram do Grammy Latino em Las Vegas onde apresentaram uma categoria.

## Filmografia

### Televisão
| Ano     | Título                              | Personagem                                     | Nota(s)                             |
| ------- | ----------------------------------- | ---------------------------------------------- | ----------------------------------- |
| 1995    | Montaña Rusa, Otra Vuelta           | Ignacio                                        |                                     |
| 1997    | Locas por Ellos                     | Johnny                                         |                                     |
| 1997    | Naranja y Media                     | Sebastían                                      |                                     |
| 1998    | Verano del 98                       | Willy                                          | 5 episódios                         |
| 2000    | Primer Amor                         | Mauricio                                       |                                     |
| 2001    | Sin Pecado Concebido                | Marco Vinicio Martorel Hernández               |                                     |
| 2002    | Clase 406                           | Juan Esteban San Pedro                         |                                     |
| 2003    | Alegrijes y Rebujos                 | Rogelio Díaz Mercado                           | 2 episódios                         |
| 2004    | Rubí                                | Héctor Ferrer Garza                            |                                     |
| 2005    | Contra Viento y Marea               | Sebastián "Sebas" Cárdenas                     |                                     |
| 2006    | Mundo de Fieras                     | Juan Cristóbal Martínez Guerra                 |                                     |
| 2006    | Ugly Betty                          | Padre Pedro                                    | 4 episódios                         |
| 2007    | Pasión                              | Santiago Márquez                               |                                     |
| 2008    | Un Gancho al Corazón                | Mauricio "Mau" Sermeño                         |                                     |
| 2010    | Cuando me Enamoro                   | Roberto Gamba                                  | 2 episódios                         |
| 2010    | Teresa                              | Arturo de la Barrera Azuela                    |                                     |
| 2012-13 | Amores Verdaderos                   | Francisco Guzmán Trejo                         |                                     |
| 2013-14 | Lo Que La Vida me Robó              | Alejandro Almonte Domínguez                    |                                     |
| 2016-17 | Tres veces Ana                      | Marcelo Salvaterra / Santiago García           |                                     |
| 2017-18 | Papá a Toda Madre                   | Mauricio López Garza                           |                                     |
| 2019-21 | El Dragón                           | Miguel "El Dragón" Garza Martínez              |                                     |
| 2021    | Vencer el Pasado                    | Mauro Álvarez Llanos / Darío Valencia Grimaldi |                                     |
| 2022    | Los ricos también lloran            | Luis Alberto Salvatierra Suárez                |                                     |
| 2023    | Más allá de ti                      | David Salgado                                  |                                     |
| 2024-25 | El extraño retorno de Diana Salazar |                                                | Mario Villarreal / Eduardo Carvajal |